# コクジャク

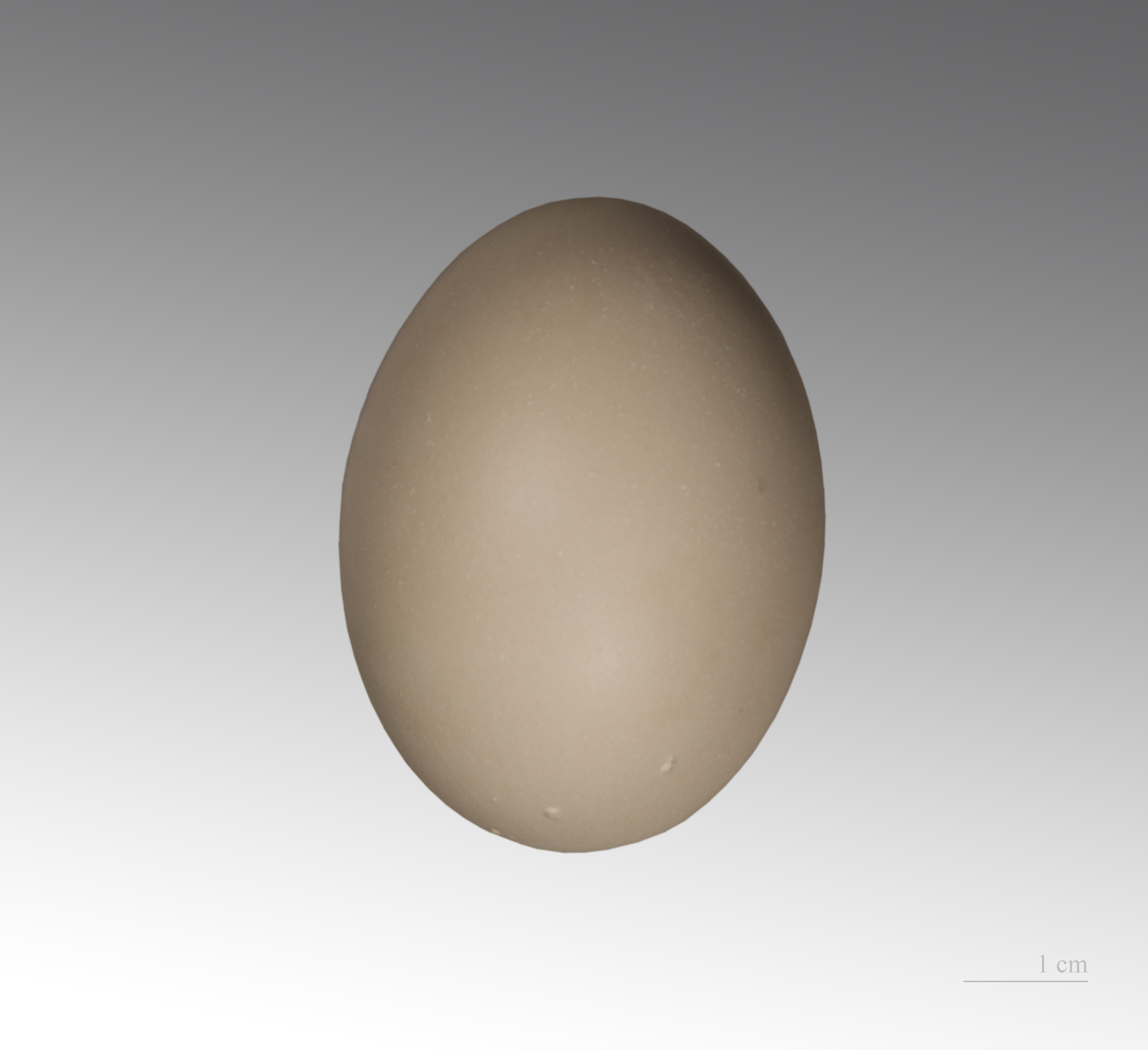
Polyplectron bicalcaratum

コクジャク（小孔雀、学名：Polyplectron bicalcaratum）は、キジ目キジ科に分類される鳥類の一種である。別名ハイイロコクジャク。

## 分布
ヒマラヤ南部（ブータン、アッサム地方）、ラオス北部からベトナム、中国南部に分布する。コクジャク属の中で最も分布の広い種である。

## 形態
雄は体長約53cm。雄は全体に緑がかった灰色で、淡い赤褐色の細斑がある。背から翼、尾羽、上尾筒に光沢をおびた青緑色の円斑がある。尾羽は20-24枚。額には冠羽と装飾羽がある。喉から頬にかけては白い。雌は体色は雄と似ているが、著しく小型である。尾羽の1列以外の円斑は不明瞭である。

## 生態
低地から標高1200ｍまでの熱帯常緑林に生息する。
繁殖期に、雄は尾羽を扇状に広げるディスプレイを行う。

## 亜種
以下の4亜種に分類されるとされる。
- Polyplectron bicalcaratum bakeri
- Polyplectron bicalcaratum bicalcaratum
- Polyplectron bicalcaratum ghigii
- Polyplectron bicalcaratum katsumatae